# Problema CP fuerte
En física de partículas, el problema CP fuerte (CP representa la simetría de paridad y carga) hace referencia a la cuestión de por qué la cromodinámica cuántica (QCD) no parece romper la simetría CP.
Según la cromodinámica cuántica es posible una violación de la simetría CP en las interacciones fuertes. Aun así, experimentalmente no se ha encontrado tal violación. Como no se conoce ningún motivo para que la QCD conserve esta simetría, esto es un problema de "ajuste fino" conocido como el problema CP.
El problema CP fuerte es uno de los problemas no resueltos en física.

## ¿Qué es la violación de CP?
La simetría CP establece que las leyes de la física tendrían que ser iguales si se intercambian las partículas y las antipartículas (simetría C), y derecha e izquierda (simetría P). En física de partículas, la violación CP hace referencia al hecho de que las leyes físicas no cumplan esta simetría. El teorema CPT establece que todas las leyes físicas son invariantes aplicando conjuntamente las transformaciones de conjugación de carga, paridad e inversión temporal.

## Cómo puede ocurrir la violación de CP en QCD
La cromodinámica cuántica no viola la simetría CP tan fácilmente como la teoría electrodébil; a diferencia de ésta, los gluones se acoplan a las corrientes vectoriales, no a las corrientes quirales. Los experimentos no indican ninguna violación de CP en el sector QCD. Por ejemplo, una violación de CP crearía un momento dipolar eléctrico del neutrón del orden de 10−18 e·m mientras que la cota superior establecida por los experimentos es de una billonésima parte de ese valor.
Esto es un problema porque hay términos naturales en el lagrangiano QCD capaces de romper la simetría CP
{\displaystyle {\mathcal {L}}=-{\frac {1}{4}}F_{\mu \nu }F^{\mu \nu }-{\frac {n_{f}g^{2}\theta }{32\pi ^{2}}}F_{\mu \nu }{\tilde {F}}^{\mu \nu }+{\bar {\psi }}(i\gamma ^{\mu }D_{\mu }-me^{i\theta ^{\,\prime }\gamma _{5}})\psi }
Para una elección distinta de cero del ángulo {\displaystyle \theta } y de la fase quiral de la masa del quark {\displaystyle \theta '} se produce una violación de CP. Si la fase quiral de masa del quark {\displaystyle \theta '} puede ser convertida a una contribución al ángulo eficaz total {\displaystyle {\bar {\theta }}}, habría que explicar por qué este ángulo eficaz es extremadamente pequeño en vez de ser de orden uno. El hecho de que el valor particular del ángulo que tenga que ser muy cercano a cero (en este caso) es un ejemplo de un problema de ajuste fino en físicas. Si la fase {\displaystyle \theta '} se absorbe en la definición de las matrices gamma, hay que explicar por qué {\displaystyle \theta } es pequeño, pero no sería antinatural de igualarlo a cero.
Si al menos uno de los quarks del modelo estándar no tuviera masa, {\displaystyle \theta } sería inobservable; es decir,  desaparecería de la teoría. Aun así, la evidencia empírica sugiere fuertemente que todos los quarks son masivos, así que esta solución al problema CP falla.

## Soluciones propuestas
Hay varias soluciones propuestas para solucionar el problema CP fuerte. La más conocida es la teoría de Peccei–Quinn, que implica la existencia de nuevas partículas escalares llamadas axiones. En 2003 se presentó una solución que no precisaba de nuevas partículas.